# ترنی (میزوری)
ترنی، میزوری (به انگلیسی: Turney, Missouri) یک منطقهٔ مسکونی در ایالات متحده آمریکا است که در میزوری واقع شده‌است.

## خصوصیات
ترنی ۱٫۱۹ کیلومترمربع مساحت و ۱۴۸ نفر جمعیت دارد و ۳۲۱ متر بالاتر از سطح دریا واقع شده‌است.